# Pachyderes ruficollis
Pachyderes ruficollis là một loài bọ cánh cứng trong họ Elateridae. Loài này được Guérin-Méneville miêu tả khoa học năm 1834.